# Karl Hartl

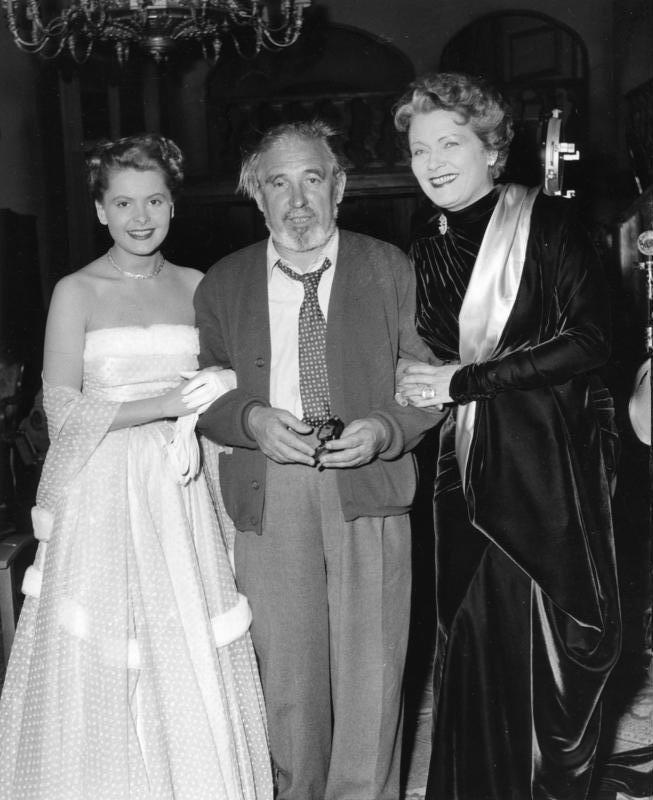
Karl Hartl mit Johanna Matz (links) und Olga Tschechowa 1953 bei den Dreharbeiten zu Alles für Papa

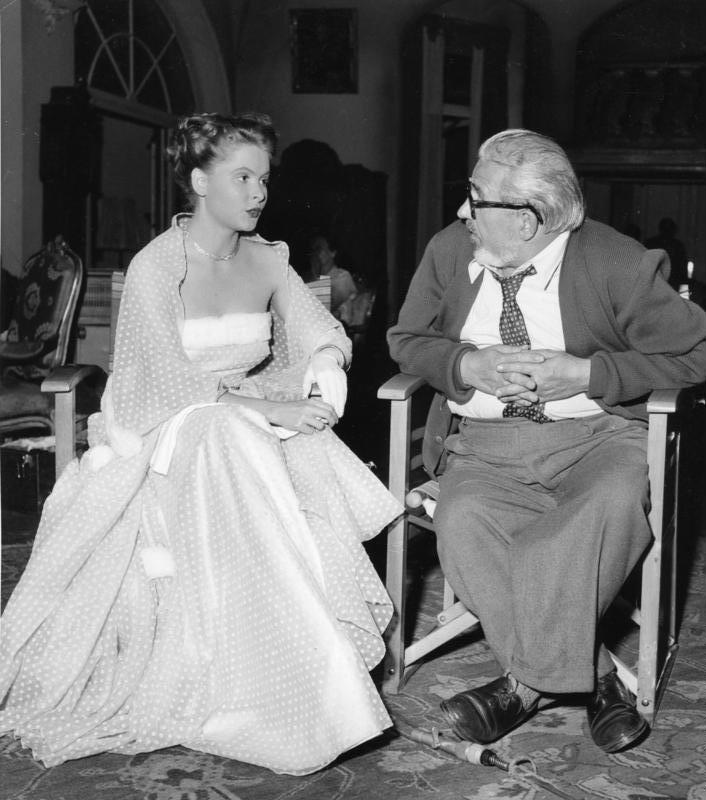
Karl Hartl im Gespräch mit Johanna Matz 1953 bei den Dreharbeiten zu Alles für Papa

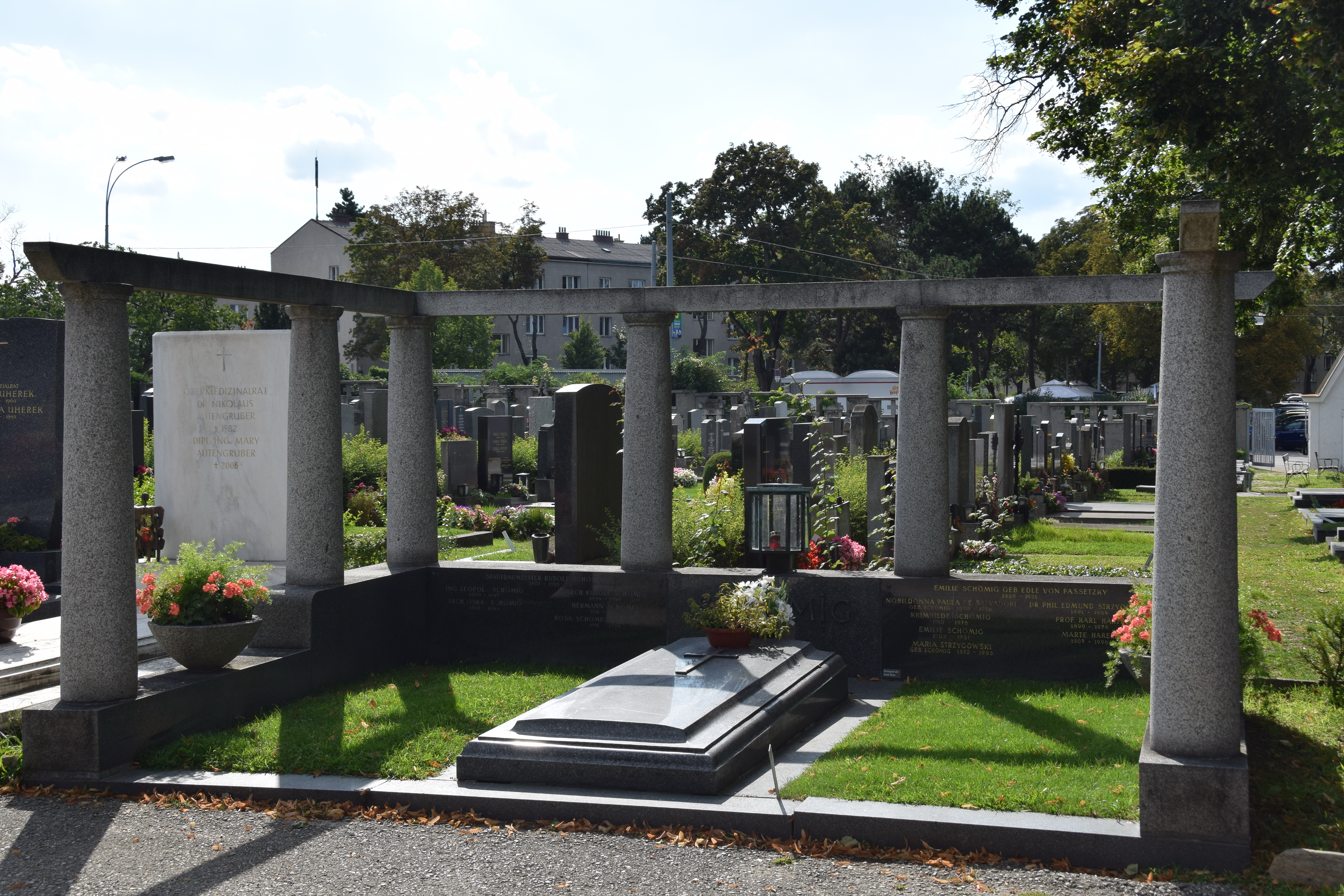
Grabstätte von Karl Hartl

Karl Hartl (* 10. Mai 1899 in Wien, Österreich-Ungarn; † 29. August 1978 ebenda) war ein österreichischer Filmregisseur und Filmproduzent.

## Leben
Hartls Eltern waren der Arbeiter Adolf Hartl und seine Ehefrau Cäcilia Franziska, geborene Meister. Er besuchte das Norbertinum in Tullnerbach und bewarb sich danach mit seinem Schulfreund Gustav Ucicky bei der Sascha Filmindustrie, wo er von Alexander Graf Kolowrat als Hilfsregisseur übernommen wurde.
Hartl begann seine Filmkarriere 1918 als Assistent Fritz Freislers (bei Der Mandarin) und wechselte im Jahr darauf in selbiger Position an die Seite des ungarischen Regisseurs Alexander Korda (z. B. 1922 bei Samson und Delila). In den 1920er Jahren ging er mit Korda nach Berlin und war dort bis Mitte der 1920er Jahre dessen Cutter (Das unbekannte Morgen) und Produktionsleiter. 1926 kehrte er nach Wien zurück und wurde Produktionsleiter für Gustav Ucicky. 1927 übernahm er auch eine kleine Rolle in dessen alleinigem Regiedebüt Tingel-Tangel.
Seit 1930 arbeitete er bei der UFA und drehte zusammen mit Luis Trenker Berge in Flammen (1931). Danach versuchte er sich in anderen Genres, so mit der Komödie Die Gräfin von Monte Christo (1932) mit Brigitte Helm und Gustaf Gründgens und im selben Jahr mit dem Fliegerfilm F.P.1 antwortet nicht mit Hans Albers, Peter Lorre, Paul Hartmann und Sybille Schmitz in den Hauptrollen. Aus diesem Film stammt das Lied Flieger, grüß mir die Sonne…, das in den frühen 1980er Jahren durch die Band Extrabreit erneut zum Hit avancierte. Sein aufwändiger Sciencefiction-Film Gold von 1934 gehört zu den besten deutschen seiner Gattung. Karl Hartl war auch Regisseur der erfolgreichen Kriminalkomödie Der Mann, der Sherlock Holmes war (1937). Im selben Jahr wurde er Vorsitzender des Kunstausschusses der Terra-Film.
Nach dem Anschluss Österreichs 1938 wurde Hartl Produktionschef und künstlerischer Leiter der neugegründeten Wien-Film, in der die UFA ihre österreichischen Aktivitäten vereinigte. Während er in dieser Zeit nur mit einer einzigen eigenen Filmarbeit in Erscheinung trat, war er als Produktionschef für einige der kommerziell erfolgreichsten Wiener Filme verantwortlich. Die meisten Wien-Film-Produktionen dieser Zeit waren anspruchslose heitere Komödien oder beschwichtigende Historienfilme, die ganz im Sinne der NS-Ideologie (Kraft durch Freude) von den Geschehnissen des immer stärker tobenden Zweiten Weltkrieges ablenken sollten. Unter Hartls Ägide wurden allerdings auch Propagandafilme hergestellt, wie beispielsweise Leinen aus Irland (1939), Wien 1910 (1943) oder der von Gustav Ucicky inszenierte Film Heimkehr (1941) mit Paula Wessely in der Hauptrolle. Hartl war zwar selbst kein NSDAP-Mitglied, wurde aber jedoch vom Sicherheitsdienst als „nationalsozialistisch eingestellt“ und „charakterlich günstig“ beurteilt.
Für seine einzige Regiearbeit während des Zweiten Weltkriegs, den Mozart-Film Wen die Götter lieben (1942), erreichte Karl Hartl laut der Aussage von Hans Holt, dass dessen Einberufungsbefehl negiert wurde. 1944 deckte Hartl den Schauspieler Hans Thimig nach der Aufforderung des Reichspropagandaministeriums, in Berlin einen Propagandafilm zu drehen und meldete ihn krank. Thimig zog sich nach Wildalpen in der Steiermark zurück, wo er 1945 kurzzeitig – als einziger Nicht-Nationalsozialist im Ort – als Bürgermeister amtierte.
Nach 1945 wurde Hartl de facto stillschweigend entnazifiziert und übernahm als öffentlicher Verwalter im Auftrag der Bundesregierung die Leitung der Wien-Film, ebenso arbeitete er in den Folgejahren wieder als Regisseur. Am 3. Juli 1947 gründete er in Salzburg – jeweils mit Unterstützung der Creditanstalt – als Gesellschafter die Neue Wiener Filmproduktionsgesellschaft und im November 1947 in Wien die Österreichische Film-Gesellschaft m.b.H (ÖFA).
Einer seiner am besten rezensierten Filme dieser Zeit war Der Engel mit der Posaune (1949). Mit diesem Film gab er der als „vorbelastet“ geltenden Paula Wessely die Möglichkeit einer Rehabilitierung, weiters wirkten mit Attila und Paul Hörbiger, Curd Jürgens, Helene Thimig, Hans Holt, Oskar Werner und Maria Schell etliche damalige Stars mit. In der Folgezeit bemühte sich Hartl erfolgreich darum, die NS-Zeit der Wien-Film mit ihren überwiegend heiteren und harmlosen Produktionen als ein „Hort des Widerstandes“ gegen das NS-Regime darzustellen.
Karl Hartl war seit 1930 mit der Schauspielerin Marte Harell verheiratet. Er ruht in einem ehrenhalber gewidmeten Grab auf dem Hietzinger Friedhof (Gruppe 65, Nummer 2) in Wien, neben seiner Gattin.

## Filmografie (Auswahl)

### Drehbuch
- 1930: Der unsterbliche Lump

### Regie
- 1930: Ein Burschenlied aus Heidelberg
- 1931: Berge in Flammen
- 1932: Die Gräfin von Monte Christo
- 1932: Der Prinz von Arkadien
- 1932: F.P.1 antwortet nicht
- 1933: Ihre Durchlaucht, die Verkäuferin
- 1934: Gold
- 1934: So endete eine Liebe
- 1935: Zigeunerbaron
- 1936: Die Leuchter des Kaisers
- 1937: Ritt in die Freiheit
- 1937: Der Mann, der Sherlock Holmes war
- 1938: Gastspiel im Paradies
- 1942: Wen die Götter lieben
- 1949: Der Engel mit der Posaune
- 1950: Entführung ins Glück
- 1951: Der schweigende Mund
- 1952: Haus des Lebens
- 1953: Alles für Papa
- 1953: Liebeskrieg nach Noten
- 1954: Weg in die Vergangenheit
- 1955: Mozart (Reich mir die Hand, mein Leben)
- 1956: Rot ist die Liebe
- 1960: Wilhelm Tell (nur künstlerische Oberleitung)
- 1962: Flying Clipper – Traumreise unter weißen Segeln (nur künstlerische Gestaltung, Schnitt, Kommentar)

### Produzent (Auswahl)
- 1943: Die kluge Marianne
- 1943: Reisebekanntschaft

## Auszeichnungen
- 1970: Großes Silbernes Ehrenzeichen für Verdienste um die Republik Österreich[4]